# 温昭珍
温 昭珍（オン・ソジン、온소진、おん しょうちん、1986年10月2日 - ）は、韓国の囲碁棋士。ソウル市出身、権甲龍七段門下、韓国棋院所属、七段。LG杯世界棋王戦ベスト4、ワールドマインドスポーツゲームズ男女ペア戦銅メダルなど。

## 経歴
2004年入段。2005年二段、国手戦本戦出場、電子ランド杯王中王戦ベスト16、46勝20敗の成績で勝率9位。2006年三段、韓国囲碁リーグにハンゲームチームで出場、GSカルテックス杯プロ棋戦リーグ2位。2007年、LG杯に出場しベスト4進出、準決勝で韓尚勲に敗れる。2008年、第1回ワールドマインドスポーツゲームズ男女ペア戦に李夏辰とのペアで出場し3位、五段。2010年六段。2012年七段。
2006年には中国囲棋甲級リーグに平頂山煤業集団チームで出場。韓国囲碁棋士ランキングでは2007年9位。

### 主な棋歴
- LG杯世界棋王戦 ベスト4 2007年（○丁偉、○山下敬吾、○河野臨、×韓尚勲）
- BCカード杯世界囲碁選手権 ベスト16 2011年
- ワールドマインドスポーツゲームズ 2008年 男女ペア戦3位（李夏辰とペア）
- SKガス杯新鋭プロ十傑戦 3位 2006年
- 韓国囲碁リーグ
  - 2006年（ハンゲーム）7-7
  - 2007年（ハンゲーム）6-5
  - 2008年（ハンゲーム）6-8
  - 2010年（ポスコケムテク）8-4
  - 2011年（ポスコLED、優勝）1-10
  - 2012年（ポスコLED）6-11
  - 2013年（新安天日塩）9-5
- 中国囲棋甲級リーグ戦 2006年（平頂山煤業集団）